# Eternals
Eternals är en fiktiv ras med humanoider som kommer från den amerikanska tidningsserien publicerad av Marvel Comics. De beskrivs som en utskjutning av den evolutionära processen som skapade intelligent liv på jorden. Eternals skapades av Jack Kirby och syntes första gången i Eternals #1 (juli 1976).
Eternals gjorde debut i Marvel Cinematic Universe med sin egen spelfilm Eternals, den 5 november 2021 i USA.

## Publiceringshistoria
År 1970 lämnade Jack Kirby Marvel Comics för att arbeta på DC Comics, där han började sagan om de nya gudarna, en episk berättelse som omfattade mytologiska och science fiction-begrepp, och som planerades att få en bestämd avslutning. Sagan lämnades dock ofullständig efter att titlarna lades ned. Kirby började sedan arbeta på Eternals när han återvände till Marvel. Eternals saga liknade tematiskt de nya gudarna, och serien avbröts också så småningom utan att kunna lösa sin plot. Författarna Roy Thomas och Mark Gruenwald, använde Eternals i en Thor-berättelse som avslutades i Thor #301, för att knyta ihop de lösa trådarna. Efter Thor-historien har Eternals (och mytologin kopplad till dem) dykt upp eller nämnts i många Marvel-serier. Titanians (skapade av Jim Starlin) och Uranians (skapade av Stan Lee), återkopplades senare också som Eternals.

## Filmografi
- Eternals (2021)